# Torremenga (kommunhuvudort)
Torremenga är en kommunhuvudort i Spanien.   Den ligger i provinsen Provincia de Cáceres och regionen Extremadura, i den centrala delen av landet, 180 km väster om huvudstaden Madrid. Torremenga ligger 530 meter över havet och antalet invånare är 616.
Terrängen runt Torremenga är lite bergig. Runt Torremenga är det glesbefolkat, med 17 invånare per kvadratkilometer. Närmaste större samhälle är Jaraíz de la Vera, 2,3 km nordost om Torremenga. Trakten runt Torremenga består till största delen av jordbruksmark.